# Marion (Indiana)
Marion település az Amerikai Egyesült Államok Indiana államában, Grant megyében, melynek megyeszékhelye is. Lakosainak száma 28 310 fő (2020. április 1.).

## Népesség
A település népességének változása:

| 2010 | 29 948 |
| 2020 | 28 310 |